# Belize op de Olympische Zomerspelen 2020
Belize nam deel aan de Olympische Zomerspelen 2020 in Tokio, Japan. De selectie bestond uit drie atleten, actief in twee verschillende disciplines. De atleten wisten geen medailles te behalen.

## Atleten
| sport     | mannen | vrouwen | totaal |
| --------- | ------ | ------- | ------ |
| Atletiek  | 1      | 1       | 2      |
| Kanovaren | 1      | 0       | 1      |
| totaal    | 2      | 1       | 3      |

## Sporten

### Atletiek
Mannen
Loopnummers
| atleet     | onderdeel | series | series | kwartfinale    | kwartfinale    | halve finale   | halve finale   | finale         | finale         |
| atleet     | onderdeel | tijd   | rang   | tijd           | rang           | tijd           | rang           | tijd           | rang           |
| ---------- | --------- | ------ | ------ | -------------- | -------------- | -------------- | -------------- | -------------- | -------------- |
| Shaun Gill | 100 m     | 10,88  | 5      | niet geplaatst | niet geplaatst | niet geplaatst | niet geplaatst | niet geplaatst | niet geplaatst |

Vrouwen
Loopnummers
| atlete         | onderdeel | series | series | kwartfinale | kwartfinale | halve finale   | halve finale   | finale         | finale         |
| atlete         | onderdeel | tijd   | rang   | tijd        | rang        | tijd           | rang           | tijd           | rang           |
| -------------- | --------- | ------ | ------ | ----------- | ----------- | -------------- | -------------- | -------------- | -------------- |
| Samantha Dirks | 400 m     | 54,16  | 7      | n.v.t.      | n.v.t.      | niet geplaatst | niet geplaatst | niet geplaatst | niet geplaatst |

### Kanovaren
Mannen
Sprint
| atleet     | onderdeel  | series   | series | kwartfinale | kwartfinale | halve finale   | halve finale   | finale         | finale         |
| atleet     | onderdeel  | tijd     | rang   | tijd        | rang        | tijd           | rang           | tijd           | rang           |
| ---------- | ---------- | -------- | ------ | ----------- | ----------- | -------------- | -------------- | -------------- | -------------- |
| Amado Cruz | K-1 200 m  | 39,645   | 5 KF   | 39,333      | 5           | niet geplaatst | niet geplaatst | niet geplaatst | niet geplaatst |
| Amado Cruz | K-1 1000 m | 4.13,080 | 5 KF   | 4.15,262    | 6           | niet geplaatst | niet geplaatst | niet geplaatst | niet geplaatst |

Legenda: KF=kwartfinale